# Квіткокол сіробокий
Квіткокол сіробокий (Diglossa carbonaria) — вид горобцеподібних птахів родини саякових (Thraupidae). Мешкає в Болівії і Аргентині.

## Опис
Довжина птаха становить 12,5 см. У самців верхня частина тіла чорна, плечі світло-сірі, надхвістя темно-сіре. Груди і живіт світло-сірі, поцятковані широкими смугами. Гузка рудувато-коричнева. Дзьоб чорний, направлений догори, на кінці гачкуватий. У самицт ті частини оперення, які у самців є чорними, мають чорнувато-сіре забарвлення.

## Поширення й екологія
Сіробокі квіткоколи мешкають переважно в Болівійських Андах, від південного Ла-Паса до північкої Чукісаки, а також на крайньому північному заході Аргентини (Жужуй). Вони живуть на узліссях хмарних і карликових гірських лісів, у високогірних чагарникових заростях Polylepis і в садах. Зустрічаються поодинці, парами або невеликими сімейними зграйками, переважно на висоті від 2500 до 4000 м над рівнем моря. Живляться нектаром.